# Dusona
Dusona (лат.) — род мелких наездников—ихневмонид (Ichneumonidae) из подсемейства Campopleginae. Космополитное распространение. Более 400 видов, крупнейший род своего подсемейства.

## Распространение
Встречается всесветно. В Западной Палеарктике более 100 видов, на Дальнем Востоке России около 100 видов, в Южной Корее — 27 видов.

## Описание
Длина тела от 0,5 до 2 см. Клипеус слабо выпуклый. Внутренние края глаз несут орнамент в виде глубокого выреза напротив основания усиков. Зеркальцt переднего крыла большое и от его середины отходит 2-я возвратная жилка. Дыхальце проподеума удлинённое. Брюшные сегменты сжатые с боков, красновато-чёрные (иногда полностью чёрные). Поперечное сечение первого брюшного сегмента трапециевидное или квадратное. Нижнечелюстные щупики 5-члениковые, нижнегубные щупики состоят из 4 сегментов. Паразитируют на гусеницах бабочек, обитающих, как правило, на кустарниках и деревьях.
Род был впервые выделен в 1901 году английским энтомологом Петером Камероном (Cameron Peter; 1847—1912) и ревизован в 2014 году корейскими гименоптерологами Дж.-К. Хои и Ж.-В. Ли (Jin-Kyung Choi, Jong-Wook Lee; Department of Life Sciences, Yeungnam University, Gyeongsan, Южная Корея), включён в состав трибы Limneriini.
- Dusona abdominator Hinz, 1985
- Dusona admontina (Speiser, 1908)
- Dusona adriaansei (Teunissen, 1947)
- Dusona aemula (Forster, 1868)
- Dusona aequorea Gupta & Gupta, 1977
- Dusona affinis (Brischke, 1880)
- Dusona affinitor Hinz, 1979
- Dusona ahlaensis Gupta & Gupta, 1977
- Dusona albobasalis Horstmann, 2009
- Dusona alius (Norton, 1863)
- Dusona alpigena Hinz, 1972
- Dusona andalusica Horstmann, 2009
- Dusona aspera (Gupta & Gupta, 1976)
  - = Kartika aspera Gupta & Gupta[5]
- Dusona auriculator Aubert, 1964
- Dusona bellipes (Holmgren, 1872)
- Dusona bicoloripes (Ashmead, 1906)
- Dusona breviceps Horstmann, 2009
- Dusona chabarowski Hinz & Horstmann, 2004
- Dusona cultrator (Gravenhorst, 1829)
- Dusona hastulatae Horstmann, 2009.
- Dusona hispanica Horstmann, 2009
- Dusona irregularis Horstmann, 2009
- Dusona japonica (Cameron, 1906)
- Dusona koreana Choi & Lee, 2014
- Dusona longicauda (Uchida, 1928)
- Dusona mactatoides Hinz, 1994
- Dusona obliterata (Holmgren, 1872)
- Dusona obtutor Hinz, 1994
- Dusona recta (Thomson, 1887)
- Dusona rossica Hinz, 1979
- Dusona rubidatae Horstmann, 2009
- Dusona scalprata Horstmann, 2004
- Dusona sasayamae Hinz & Horstmann, 2004
- Dusona stramineipes Cameron, 1901typus
- Dusona tricolorator Aubert, 1970
- Dusona turcator Horstmann, 2009
- Dusona tyrolensis Horstmann, 2009
- Dusona ucrainica Hinz, 1972
- Другие виды